# Minamitorishima
Minamitorishima (南鳥島, "ilha dos pássaros do sul"), também conhecida por Minamitori-shima ou ilha Marcus, é uma pequena ilha oceânica remota, de forma grosseiramente triangular, com cerca de 6 km de perímetro e com apenas 1,2 km² de área. 

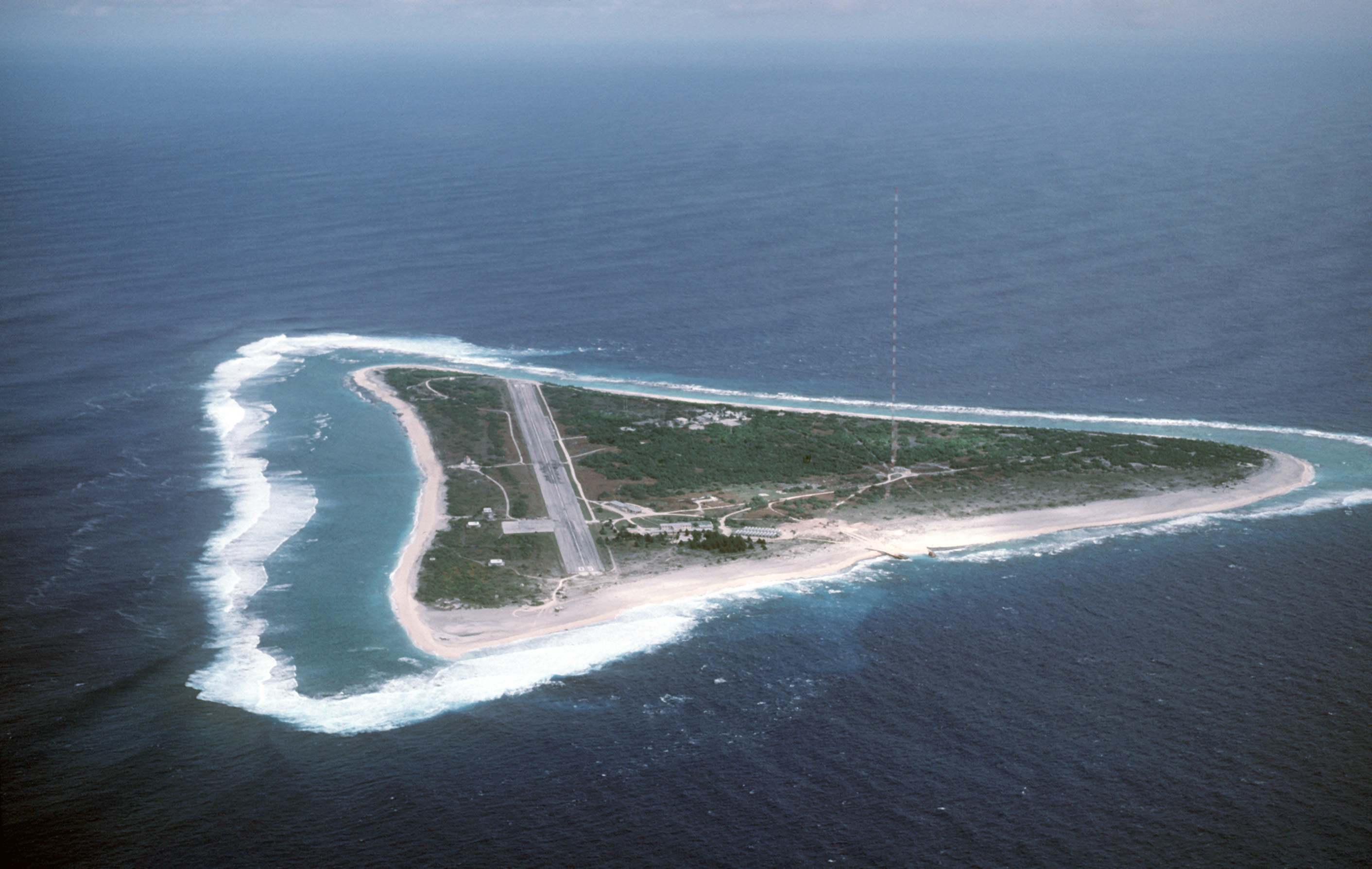
Fotografia aérea da ilha (1987). Note-se na parte centro-direita da ilha a altíssima torre da estação LORAN.

A ilha constitui o território mais oriental sob soberania do Japão, estando administrativamente integrada nas ilhas Ogasawara, embora se situe a 1 848 km a sueste de Tóquio e 1 267 km ao leste da ilha japonesa mais próxima, Minami Iōjima nas Ilhas Ogasawara. A terra mais próxima é o ilhéu desabitado de Farallón de Pájaros, nas Ilhas Marianas, que está a 1 021 km a oeste-sudoeste, a que se segue a ilha Wake, a 1 415 km a este-sueste.
Situada na região oeste do Oceano Pacífico tropical, o clima da ilha é caracterizado pela dominância dos alísios soprando de leste com velocidade média anual de 14 nós, sendo mais fraco no Verão. A temperatura média anula do ar é de 26º C, oscilando entre 16º e 36º. A precipitação é regular, distribuindo ao longo de todo o ano, sendo a média de apenas cerca de 1000 mm por ano. Nos meses de Setembro e Outubro podem ocorrer nevoeiros.
O primeiro registo visual conhecido da ilha deve-se a uma embarcação espanhola, de que era capitão Andrés de Arriola, que em 1694, na viagem de retorno desde Manila a Acapulco a avistou.
Contudo, a sua localização não foi registada rigorosamente e depois da passagem de Arriola a ilha voltou a cair no esquecimento, embora seja de admitir algum registo visual ocasional. O primeiro registo moderno confirmado data de 1864, ano em que a ilha foi assinalado pelo navio Morning Star, comandado pelo capitão Charles W. Gelett, quando transportava missionários provenientes do Hawaii, mas que, dada a ausência de habitantes e pequenez da ilha, não se detiveram para a explorar.
Uma década depois, em 1874, a ilha foi visitada pelo USS Tuscarora, um navio oceanográfico dos Estados Unidos, então sob o comando do capitão George E. Belknap (1832 - 1903), que determinou a sua posição como sendo 24º 14’ N 154º E e a cartografou. 
As primeiras visitas por expedições japonesas ocorreram em 1874 e 1879, quando um grupo liderado por Kiozaemon Saito desembarcou na ilha e procedeu ao seu reconhecimento.
Logo no ano seguinte, 1880 o navio de guerra francês Éclaireur, visitou a ilha e procedeu ao levantamento cartográfico das águas circundantes.
Nas cartas europeias editadas desde os finais do século XIX a ilha parece assinalada como ilha Marcus, embora não seja certo por quem e quando lhe foi atribuído aquele nome embora, sem prova documental segura, se pense que terá sido o capitão Obed Shearman, a bordo da barca baleira Marcus, do porto americano de Fairhaven, Massachusetts, por volta de 1839.
Com o crescimento da procura de guano para utilização como fertilizante fosfatado, a ilha, que era rica naqueles depósitos, passou a ser atractiva. Foi nesse contexto que nova expedição japonesa, desta feita liderada por Shinroku Mizutani, desembarcou na ilha a 3 de dezembro de 1896, determinando que as quantidades existentes permitiam uma exploração comercial viável. Regressado ao Japão, Shinroku Mizutani organizou uma equipa constituída por 23 trabalhadores que desembarcaram na ilha a 28 de dezembro daquele ano, iniciando a extracção e exportação do guano.
A 19 de julho de 1898, o governo imperial japonês declarou a anexação da ilha, atribuindo-lhe oficialmente o nome de Minamitorishima, e concedeu a posse do território e a licença para explorar guano durante 10 anos a Shinroku Mizutani.
Nos anos de 1942 e 1943, no contexto da Batalha do Pacífico da Segunda Guerra Mundial, a ilha foi bombardeada pela aviação e pela artilharia naval norte-americana, sem contudo conseguir a sua rendição ou ocupação. A maioria dos cerca de 4 500 soldados japoneses ali estacionados regressou em segurança às suas casas após o termo do conflito.
Na sequência da derrota japonesa, em 1951 o Tratado de São Francisco coloca a ilha sob jurisdição dos Estados Unidos, que nela mantêm um contingente militar da sua Guarda Costeira. Em 1964, a Guarda Costeira dos Estados Unidos instalou na ilha uma estação da rede Loran-C, então equipada com a torre mais alta da Oceania.
Apesar de no mês de junho de 1968 a soberania japonesa sobre a ilha ter sido restaurada na sequência da devolução pelos Estados Unidos das ilhas Ogasawara ao Japão (e da compra da ilha pelo Japão), a Guarda Costeira manteve na ilha um destacamento de 23 homens encarregues da manutenção da estação LORAN-C. Este destacamento manteve-se até à entrega da estação ao governo japonês a 30 de setembro de 1993.
Na actualidade a ilha alberga alguns elementos dos serviços meteorológicos japoneses, da marinha e da guarda costeira nipónicas. A ilha é agora usada essencialmente para fins de navegação aérea e marítima e de meteorologia. A ilha tem também uma pequena estação de rádio. A ilha, por ser remota e pouco habitada, é muito procurada para contactos no âmbito do radioamadorismo, na sua vertente DX e IOTA.

## Minerais
Em abril de 2018, o Wall Street Journal anunciou que ao largo da ilha de foram encontradas grandes quantidades de minerais usados na criação de tecnologias. De acordo com o estudo, o ítrio poderá ser explorado para os próximos 780 anos, o európio por 420 anos, o térbio por 620 anos e o disprósio poderá ser explorado nos próximos 730 anos.

## Uma cronologia de Minamitorishima
- 1694 — Registo visual por Andrés de Arriola;
- 1864 — Registo visual por um navio havaiano;
- 1874 — Exploração e mapeamento pelo USS Tuscarora;
- 1879 — Primeira vista conhecida de japoneses;
- 1880 — Exploração pelo navio de guerra francês Éclaireur;
- 1896 — Instalação na ilha de uma equipa japonesa de extracção de guano;
- 1898 — A 19 de julho, o Japão anexa a ilha, denominando-a Minamitorishima;
- 1941 — A ilha recebe forças da armada japonesa, que constroem o aeroporto e fortificam a ilha;
- 1942 — A 1 de setembro forças norte-americanas bombardeiam a ilha;
- 1943 — A ilha volta a ser bombardeada pelos norte-americanos;
- 1945 — A ilha é ocupada pelos norte-americanos na sequência da rendição do Japão;
- 1951 — O Tratado de São Francisco coloca a ilha sob jurisdição dos Estados Unidos;
- 1964 — A Guarda Costeira dos Estados Unidos (U. S. Coast Guard) instala na ilha uma estação da rede Loran-C, então equipada com a torre metálica mais alta da Oceania;
- 1968 — A 28 de junho a soberania japonesa sobre a ilha é restaurada na sequência da devolução pelos Estados Unidos das ilhas Ogasawara ao Japão;
- 1989 — Em Julho é instalada na ilha uma estação de interferometria astronómica da rede VLBI (Very Long Baseline Interferometry);
- 1993 — A 30 de setembro a estação LORAN-C é entregue ao governo japonês, sendo retirado o contingente da Guarda Costeira norte-americana.